# Stratocles bogotensis
Stratocles bogotensis är en insektsart som beskrevs av Kirby 1896. Stratocles bogotensis ingår i släktet Stratocles och familjen Pseudophasmatidae. Inga underarter finns listade i Catalogue of Life.